# 2024 en aviron
Cet article présente les faits marquants de l'année 2024 en aviron.

## Évènements

### Jeux olympiques et paralympiques
- Aviron aux Jeux olympiques d'été de 2024
- Aviron aux Jeux paralympiques d'été de 2024

## Décès
- 3 décembre : Ecaterina Oancia, rameuse roumaine.